# Злота (Мазовецьке воєводство)
Злота (пол. Złota) — село в Польщі, у гміні Рибно Сохачевського повіту Мазовецького воєводства.
Населення — 173 особи (2011).
У 1975-1998 роках село належало до Скерневицького воєводства.

## Демографія
Демографічна структура станом на 31 березня 2011 року:
|          | Загалом | Допрацездатний вік | Працездатний вік | Постпрацездатний вік |
| -------- | ------- | ------------------ | ---------------- | -------------------- |
| Чоловіки | 94      | 19                 | 65               | 10                   |
| Жінки    | 79      | 14                 | 41               | 24                   |
| Разом    | 173     | 33                 | 106              | 34                   |